# تورنمنت شطرنج دورتموند

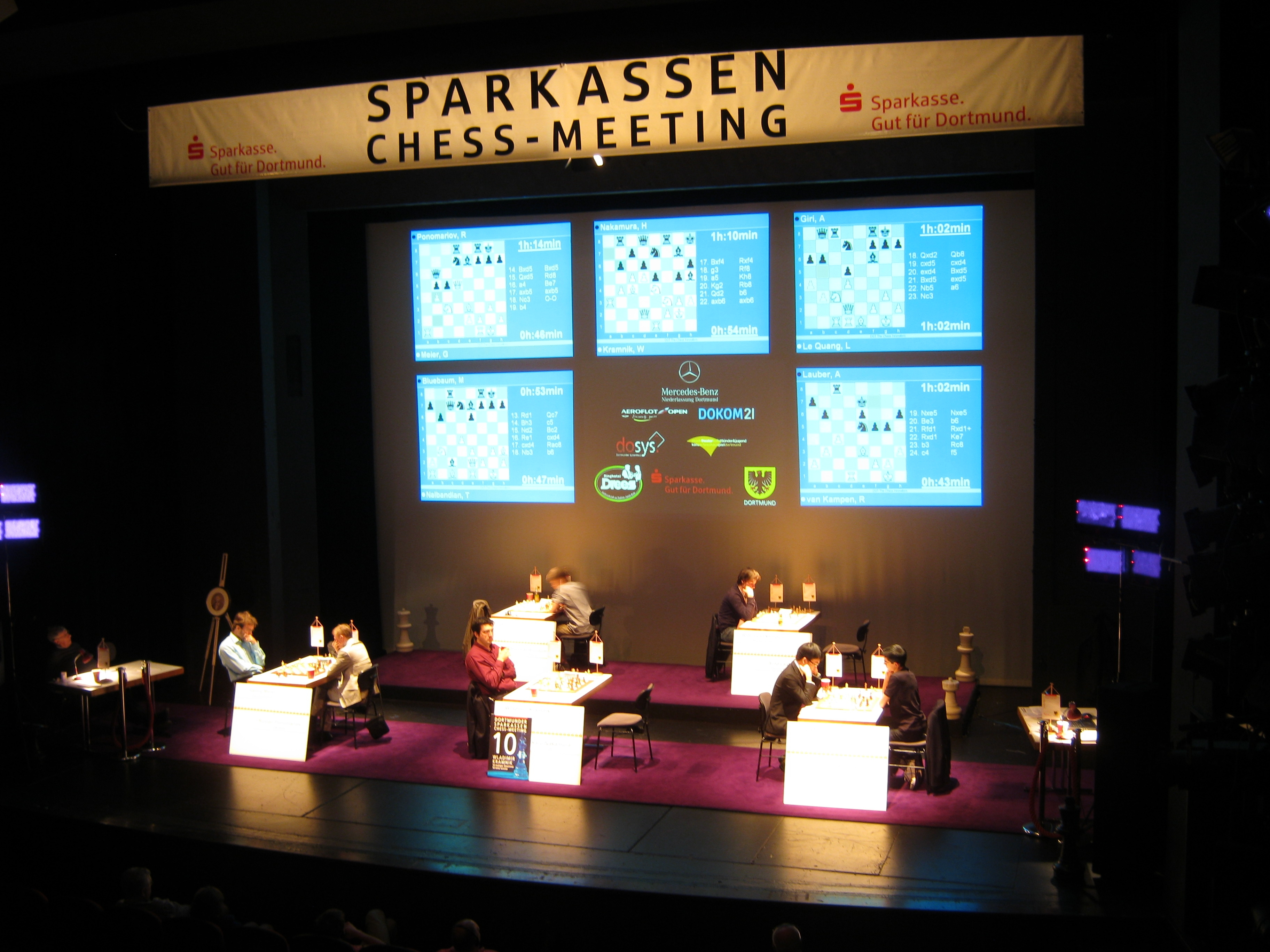
تورنمنت سال ۲۰۱۱

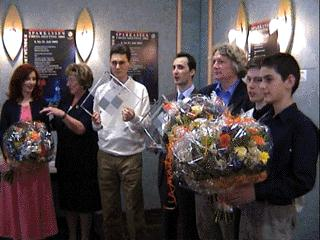
مراسم پایان مسابقات سال ۲۰۰۲

تورنمنت شطرنج دورتموند با نام رسمی همایش شطرنج دورتموند اسپارکسن یکی از معتبرترین تورنمنت‌های شطرنج دنیاست که تابستان هر سال در شهر دورتموند ِ آلمان، بین بهترین بازیکنان شطرنج جهان که به این مسابقات دعوت شده‌اند، برگزار می‌شود. این تورنمنت معمولاً به صورت دوره‌ای تک‌بازی یا دوره‌ای رفت و برگشت برگزار می‌شود، هرچند در سال‌های ۲۰۰۲ و ۲۰۰۴ مسابقات سرگروهی نیز در آن انجام شد.
این تورنمنت در سال ۲۰۰۲ نقش مسابقه انتخابی برای رقابت قهرمانی کلاسیک شطرنج جهان ۲۰۰۴ را داشت که پیتر لکو در دیدار پایانی با نتیجه ۲٫۵ به ۱٫۵ وسلین توپالف را شکست داد.